# Kästner und der kleine Dienstag
Kästner und der kleine Dienstag ist ein an historischen Fakten orientiertes biografisches Drama aus dem Jahr 2016 über die Freundschaft zwischen dem Schriftsteller Erich Kästner und seinem jungen Bewunderer Hans-Albrecht Löhr. Dabei wird die durch die politischen Umstände von der Ambivalenz zwischen Anpassungsdruck und persönlicher Widerspruchshaltung geprägte Lebenssituation des gesellschafts- und zeitkritischen Schriftstellers vor dem Hintergrund der ausgehenden Weimarer Republik und der Diktatur des Nationalsozialismus in Deutschland dargestellt.
Das Drehbuch schrieb Dorothee Schön, Regie führte Wolfgang Murnberger.

## Handlung
Der junge Autor Erich Kästner reüssiert in den Berliner „Goldenen Zwanzigern“ mit politischen Gedichten und wird ein Star des Feuilletons. Aus einer Laune heraus schreibt er im Jahr 1929 das Kinderbuch Emil und die Detektive, mit dem er die Herzen einer jüngeren Leserschaft einnimmt – für ihn selbst überraschend, da er sich nicht als Kinderbuchautor sieht. Er erhält einen begeisterten Brief des achtjährigen Hans-Albrecht Löhr, der ihn kurz darauf sogar zu Hause besucht und später das Buch mit Freunden szenisch nachspielt. Kästner ist angetan von der Begeisterung des vaterlosen Jungen, und für Löhr geht ein Traum in Erfüllung, als 1931 Emil und die Detektive verfilmt werden soll und er für die Rolle des „kleinen Dienstag“ besetzt wird.
Eine enge Freundschaft wächst zwischen Kästner und Löhr (der in Kästner einen Ersatzvater sieht), bis nach der Machtergreifung der Nationalsozialisten Kästners Bücher verboten und öffentlich verbrannt werden. Nun ist Kästner eine Gefahr für den Jungen, der dennoch an der Freundschaft festhält, bis Kästner den Kontakt von sich aus abbricht, um Löhr zu schützen, obwohl er weiß, dass er ihn damit tief enttäuscht. Während viele Intellektuelle ins Ausland emigrieren, bleibt Kästner in Berlin und hält sich mit den Erlösen seiner im Ausland verkauften Bücher und mit unter Pseudonym verfassten Schreibaufträgen für Drehbücher über Wasser.
Nach einer Falschmeldung über den Tod Kästners sucht der herangewachsene Löhr den Autor wieder auf und steht nach wie vor zu der Freundschaft, genauso wie auch zu seinem Freund Wolfi, dessen Vater Jude ist, was Löhr wiederholt in Bedrängnis bringt. Sie treffen sich wieder regelmäßig und sprechen über die schweren Zeiten. Bei einer Hausdurchsuchung der Gestapo wird Löhrs Sammlung von Kästners Büchern und Briefen, darunter auch eine nazi-verachtende Zeichnung, ihm nur deshalb nicht zum Verhängnis, weil seine Schwester Ruth, eigentlich überzeugte Nationalsozialistin, ihn spontan in Schutz nimmt.
Als sich nach dem Beginn des Zweiten Weltkriegs die Hoffnungen auf ein schnelles Kriegsende nicht erfüllen, wird mit der Einberufung zur Wehrmacht aus Löhr schließlich ein „Primaner in Uniform“ – für den überzeugten Pazifisten Kästner kaum zu ertragen. Löhr, der Kästners Überzeugungen teilt, will auch nicht in den Krieg, kann aber nichts mehr dagegen unternehmen. Kästner selbst wurde wegen eines schwachen Herzens ausgemustert. Nach dem in Gestapo-Haft begangenen Suizid seines unter dem Pseudonym e.o.plauen bekannt gewordenen Freundes, des Zeichners und Karikaturisten Erich Ohser, und der Zerstörung seiner Wohnung durch Bombenangriffe der Alliierten verlässt Kästner schließlich doch Berlin. Bei fingierten Dreharbeiten in Tirol erhält er von durchfahrenden US-Amerikanern die Nachricht vom Ende des Krieges – und per Brief von Löhrs Mutter die Nachricht, dass Löhr an der Ostfront gefallen ist.
Eingeblendete Texte zum Schluss besagen, dass Kästner den „kleinen Dienstag“ niemals vergessen hat und an dessen unersetzlichem Verlust ermessen konnte, was Hitler millionenfach auf dem Gewissen hat. Von den zahlreichen Kinderdarstellern der ersten Verfilmung von „Emil und die Detektive“ haben nur zwei den Krieg überlebt.

## Produktion
Kästner und der kleine Dienstag wurde im Sommer 2015 in Wien gedreht. Als Drehort für Kästners Stammcafé Carlton am Nürnberger Platz in Berlin (im Film heißt es allerdings Carlston) diente das Café Bräunerhof. Die Produktion wurde vom RTR Fernsehfonds und vom Filmfonds Wien gefördert. Der Film erlebte seine Uraufführung beim Filmfest München 2016. Die internationale Premiere erfolgte als Eröffnungsfilm des Portland German Filmfestivals 2016. Der Fernsehfilm wurde am 21. Dezember 2017 erstmals im Ersten und bei ORF2 gezeigt.

## Auszeichnungen
Kästner und der kleine Dienstag wurde 2018 mit dem österreichischen Fernsehpreis Romy in der Kategorie „Bestes Buch TV-Film“ ausgezeichnet und in der Kategorie „Beste Produktion TV-Film“ nominiert.
Beim 50. Fernsehpreis der Österreichischen Erwachsenenbildung gewannen Dorothee Schön (Drehbuch), Wolfgang Murnberger (Regie) und Sabine Weber (ORF-Redaktion) die Auszeichnung in der Kategorie „Fernsehfilm“.
Der Film war auch auf dem Festival de Télévision de Monte-Carlo 2018 für die Goldene Nymphe in der Kategorie „Long Fiction Program“ nominiert.
Dorothee Schön erhielt 2018 den Drehbuchpreis der Deutschen Akademie für Fernsehen.
Im Rahmen des Fernsehfilmfestivals Baden-Baden 2018 wurde der Film mit dem 3sat-Zuschauerpreis ausgezeichnet.

## Kästner-Zitate im Film
Im Film werden mehrere Gedichte Kästners ganz oder teilweise zitiert. In chronologischer Reihenfolge (Zu den Erscheinungs- beziehungsweise Entstehungsdaten: Erich Kästner Werkausgabe, Hanser 1998, ISBN 3-446-19564-5/ISBN 3-446-19563-7 (siehe alphabetisches Verzeichnis und Kommentar)):
- Die andere Möglichkeit (1929)
- Kennst Du das Land, wo die Kanonen blühn? (1927)
- Ganz rechts zu singen (1930)
- Moral (1936)
- Denn ihr seid dumm (oder Marschliedchen) (1932)
- Und überhaupt (um 1943, zu Lebzeiten nicht veröffentlichtes Epigramm, Hanser Werkausgabe 1998, erster Band, Seite 361)
- Zum neuen Jahr (Epigramm, geschrieben um 1939 unter dem Titel Mir zum 40. Geburtstag, Erstdruck 31. Dezember 1945 in Die Neue Zeitung unter dem Titel Gedanken zum Neujahr)
- Primaner in Uniform (1929)

Eine besondere Bedeutung kommt einem Zitat aus Kästners drittem Kinderroman Das fliegende Klassenzimmer zu, das mehrfach angesprochen wird: „An allem Unfug, der passiert, sind nicht etwa nur die schuld, die ihn tun, sondern auch die, die ihn nicht verhindern.“

## Rezensionen
- Volker Weidermann: „Großer Schriftsteller, kleines Gewissen.“ Der Spiegel, 19. Dezember 2017.
- Markus Ehrenberg: „Der Übriggebliebene.“ Der Tagesspiegel, 20. Dezember 2017.
- Christoph Schröder: „Die andere Möglichkeit.“ Die Zeit, 21. Dezember 2017.
- Oliver Jungen: „Außer man tut es.“ Frankfurter Allgemeine Zeitung, 21. Dezember 2017.